# Registro (São Paulo)
Registro é um município brasileiro da Região Geográfica Imediata de Registro, na Região Geográfica Intermediária de Sorocaba, no Estado de São Paulo. Localiza-se a 24º29'15" de latitude sul, 47º50'37" de longitude oeste, a sudoeste da capital, distando desta cerca de 191 km, na porção paulista do vale do Ribeira. Situa-se entre 0 e 25 metros acima do nível do mar e seu clima é classificado como subtropical úmido. O município é formado somente pelo distrito sede, que inclui o Bairro Serrote.
Registro possui cerca de 80 bairros distribuídos em 722,411 quilômetros quadrados de área. A diversidade cultural e econômica e a concentração populacional fazem com que Registro seja conhecida como "Capital do vale do Ribeira", ou também como "Capital do Chá", em alusão a um dos principais produtos exportados pelo município, principalmente até meados da década de 1990.
Conforme Decreto nº 50.652 (de 30 de março de 2006), o município é oficialmente Marco da Colonização Japonesa no Estado de São Paulo porque teria sido a primeira localidade a receber imigrantes japoneses interessados em investir em produção própria no Estado de São Paulo. O Conjunto Iguape (colônias de Registro, Sete Barras e Katsura ou Jiporuva) foi cronologicamente a primeira grande colônia formada por japoneses no Brasil, e também a primeira entre as colônias fundadas por capital privado nipônico.

## História
Até o momento, os mais antigos testemunhos da presença humana no Vale do Ribeira são provenientes do abrigo Maximiano, um sambaqui fluvial em abrigo de caverna datado de 9.810 +- 150 anos AP (datação calibrada), localizado no município de Iporanga. Além disso, diversos estudos arqueológicos demonstram que o rio Ribeira de Iguape era uma das poucas vias de comunicação entre o litoral e o planalto, já que as escarpas da Serra do Mar dificultavam consideravelmente o estabelecimento de caminhos. Embora a datação obtida no abrigo Maximiano ainda seja alvo de discussões entre os pesquisadores, sendo necessárias mais pesquisas para que se possa entender a ocupação do vale por diversas populações, é consenso que esta região vem sendo habitada a mais tempo do que se supunha. Por conseguinte, no chamado Médio Ribeira (sub-área geográfica em que o município de Registro se localiza) também foram encontrados instrumentos líticos – machados, raspadores e pontas de projétil – relacionados à tradição tecnológica Umbu, datados de 1.300 anos atrás.

De acordo com as fontes históricas e arqueológicas disponíveis até o momento, a região do Vale do Ribeira era habitada por grupos carijós e guaianás na época em que os primeiros europeus chegaram ao atual litoral brasileiro. Os primeiros, falantes de um idioma pertencente ao tronco Tupi, habitavam extensas áreas do litoral meridional brasileiro, havendo relatos de seus assentamentos próximos à Lagoa dos Patos, no Rio Grande do Sul. Já os Guaianás (também chamados de Guaianazes ou Guaianãs) falavam um idioma pertencente ao tronco linguístico Macro-Jê sendo atualmente considerados ancestrais dos Kaingangs. Segundo consta, seus assentamentos eram mais frequentes no planalto paulista, próximos às calhas de rios como o Paranapanema e Tietê. Relatos etnográficos apresentam esses grupos indígenas como agricultores, consumidores de mandioca e de milho, cultivando também diversas espécies não alimentícias, como cabaças, tabaco, algodão e urucu. Suplementavam a dieta com coleta de frutos, raízes e nozes silvestres, além da caça. O Padre Jácome Monteiro, ao visitar a Capitania de São Paulo no início do século XVII, escreveu o seguinte relato sobre Carijós e Tapuias (outro nome por vezes dado aos indígenas falantes de idiomais Macro-Jê):
“É esta nação dos Carijós a última, de todas as do Brasil, que habita para o Sul, e aquela onde fenece a conquista da Coroa de Portugal, das mil e cento e sessenta léguas, que domina por costa, começando do Grão Rio Pará, até o Rio da Prata, chamado Paraguai. Estende-se o distrito deste gentio, por espaço de cento e sessenta léguas por costa, que corre de Nordeste a Sudoeste, que tantas se contam desta Ilha de Santa Catarina até o Rio da Prata e vai entestar com os Charruas; e de Oriente a Poente, ficam metidos os Carijós entre dois paralelos, que os cingem pelo Oriente o mar oceano, e pelo Poente uma nação mui fera de Tapuias, que chamam Guaianás. Assim viveram sempre os Carijós fechados, sem nunca apoderem ganhar mais terra que a em que nasceram, porque o mar antes a come que não dá, e os Guaianás defendem a sua como cavaleiros, que na verdade são mui esforçados. Contudo não é esta manta de terra tão estreita que se não alargue a lugares por espaço de cento e cinquenta léguas”
A chegada dos europeus no Vale do Ribeira, assim como em outras partes do litoral e planalto paulista, implicou tanto no apresamento quanto na conversão de milhares de indígenas, bem como na paulatina migração destes para outras áreas mais afastadas da agora chamada América Portuguesa. Por outro lado, a presença indígena no Vale ainda pode ser observada na reserva indígena Takuarí (município de Eldorado) e nas terras tradicionalmente ocupadas de Pindoty/Araçá-Mirim (municípios de Pariquera-Açu, Cananeia e Iguape), Tapyi/Rio Branquinho (município de Cananeia), Guaviraty (município de Iguape) e Kaaguy Hovy (município de Iguape). A influência indígena se manteve presente também de outras formas, como na técnica da coivara e nos métodos de pesca, bem como nos termos linguísticos e toponímias utilizadas e adaptadas nas comunidades ribeirinhas e negras.

### Ciclo do ouro
Assim como em outras localidades do Vale do Ribeira, a origem do povoado de Registro está diretamente relacionada à procura de ouro por meio de vias fluviais no rio Ribeira de Iguape. De acordo com Ernesto Young, autor de livros sobre a fundação do município de Iguape, já nas primeiras décadas do século XVI os primeiros colonizadores portugueses teriam conhecimento do potencial minerário regional. Com efeito, em meados do século XVII as primeiras jazidas de ouro na América Portuguesa foram descobertas na região do Médio Ribeira, contexto que favoreceu a criação de aproximadamente doze núcleos populacionais na região.
O ouro de aluvião era garimpado em Xiririca (atual Eldorado) nos rios Pedro Cubas, Taquari, Sapatu, Nhunguara e Pilões, bem como nos rios Etá, Quilombo e Ipiranga (em trechos atualmente localizados no município de Sete Barras), sendo posteriormente transportado em canoas. O interesse da metrópole portuguesa nesses primeiros momentos da exploração aurífera em sua colônia também provocou a transferência da Casa de Fundição de Ouro de Paranaguá para Iguape em 1653, a fim de fiscalizar a extração e o envio de 20% da carga aurífera para a Coroa de Portugal.

A necessidade de fiscalização do ouro garimpado, por parte da Coroa Portuguesa, resultou no estabelecimento de uma casa do Fisco à margem direita do rio Ribeira de Iguape, nas terras da vila de Nossa Senhora das Neves de Iguape. Segundo algumas fontes, a edificação estaria localizada onde hoje se cruzam as ruas Dom Pedro II e Miguel Aby-Azar, localidade popularmente denominada como "Morro da Espia". Com isso, a presença de agentes da Coroa portuguesa encarregados de revistar e registrar as mercadorias, bem como cobrar o Quinto e enviá-lo para fundição e cunhagem, resultou no surgimento de um povoado no entorno desse porto fluvial de registro do ouro, dando origem à sede atual do município de Registro. Essa narrativa é citada em uma publicação de Ernesto Young, datada de 1902:
"Houve uma epoca em que o extravio conhecido era tão grande que o Governo, para evital-o, mandou edificar uma casa na margem do rio Ribeira, em logar onde os mineiros, descendo em canoas eram obrigados a passar, sendo ahi estabelecido um guarda fiscal para revistar os mineiros e registrar a quantidade de ouro que traziam para a villa.
O logar onde foi estabelecido essas guarda é conhecido até hoje pelo nome de 'Registro'." 
O povoamento nos arredores da casa de Fisco deve ter sido significativo o suficiente para ser elevada à condição de freguesia na década de 1760. De acordo com uma carta data de 7 de agosto de 1768, assinada pelo coronel Afonso Botelho de Sampaio e Sousa e enderaçada ao governador da Capitania de São Paulo, Luís Antônio de Sousa Botelho Mourão, a chamada freguesia do Registro já contava com um padre para ministrar as missas. O primeiro pároco chamava-se João da Silva, e sua chegada foi acompanhada de reivindicações dos moradores junto à Coroa Portuguesa em prol da construção de uma igreja. Um outro documento, datado de 12 de outubro de 1773, informa que a freguesia era chamada Santo Antônio do Registro.
Em fins do século XVII, entretanto, a mineração na região já demonstrava seus primeiros sinais de esgotamento. Com a descoberta das minas de ouro em Minas Gerais e Goiás, muitos dos garimpeiros do Vale do Ribeira emigraram, deixando a atividade mineradora em relativo abandono. Embora a mineração aurífera no Vale do Ribeira tenham se mantido como uma atividade econômica significativa durante todo o século XVIII, mantendo um núcleo colonizador relativamente bem sucedido, o ciclo do ouro regional já chegava ao seu fim. No século XIX, apenas algumas localidades ainda eram exploradas em busca de jazidas, dentre elas a área entre Pedro Cubas e o atual distrito do Batatal (localizado no município de Eldorado), nas margens do rio Ribeira. A fiscalização do ouro extraído seguia ocorrendo de forma rigorosa na freguesia de Registro, entretanto, a ponto de moradores de Xiririca se queixarem junto à Câmara da Vila de Iguape em 1807. Ainda assim, em termos gerais, a mineração aurífera foi inevitavelmente tornando-se secundária para o contexto econômico das freguesias do Médio Ribeira.
A perda de importância econômica da atividade mineradora criou um ambiente mais estável para a agricultura local, proporcionando o surgimento de pequenos produtores rurais livres. Até então, a produção agrícola durante o auge do ciclo do ouro era incipiente, limitando-se à subsistência da população local, sendo por vezes incapaz de prover suficientemente os povoados. A partir do início do século XIX, mais especificamente com a chegada da família real portuguesa, a rizicultura se tornou predominante nos povoados do Vale do Ribeira, alcançando seu apogeu entre 1840 e 1860. Ainda assim, as fazendas de arroz aparentemente demandavam menos mão-de-obra escrava do que as atividades de mineração, fazendo com que a proporção entre a população livre e escravizada começasse a se inverter em todo os povoados, com maior presença dos primeiros, como demonstram os censos demográficos desse período. Por outro lado, a precariedade dos caminhos terrestres da região, os quais ligavam os povoados do Vale do Ribeira à Capital e ao porto de Santos, prejudicavam consideravelmente o estabelecimento de uma atividade econômica estável voltada para a exportação de arroz. Richard Francis Burton, cônsul britânico que teria percorrido o Vale do Ribeira em 1866, teceu críticas fortes ao estado dessas rotas, declarando para a Revista Comercial de Santos que os caminhos da região seriam piores do que os encontrados na África Central.
Dessa forma, também o cultivo do arroz não se manteve como atividade lucrativa por muito tempo, especialmente para as grandes fazendas locais. As técnicas de plantio utilizadas, relativamente rudimentares para os padrões da segunda metade do século XIX, aliada à dificuldade de escoamento da produção, acabaram por levá-la à decadência. A crise na produção do arroz e o assoreamento do porto de Iguape em fins do século XIX, via principal de escoamento comercial regional, contribuíram ainda mais para a desestruturação dessa atividade econômica. A produção agrícola passou a ser predominantemente de subsistência, sendo o eventual excedente agrícola dos pequenos produtores do povoado de Registro comercializado junto aos moradores da sede do município de Iguape, bem como Pariquera-Açu e Cananeia. Assim, enquanto as fronteiras agrícolas de outras regiões paulistas foram expandidas pela cafeicultura, o Vale do Ribeira mantinha-se isolado desse ciclo econômico. Tornou-se, nas palavras de alguns autores do início do século XX, os quais entendiam esse processo como uma evidência do atraso da região, um “Sertão do Litoral”, à espera do “desbravamento” de suas terras.
De acordo com Pasquale Petrone, geógrafo que pesquisou a região nos anos 1960, no começo do século XX o povoado de Registro consistia em duas ou três casas de pau a pique, cujo acesso e via de transporte seguia sendo o rio Ribeira. Embora não existam registros materiais ou escritos que nos deem mais detalhes da Registro do século XIX e da primeira década do século XX, sabe-se que esta não seguiu nenhum plano urbanístico geralmente associado ao período colonial.

### Imigração Japonesa

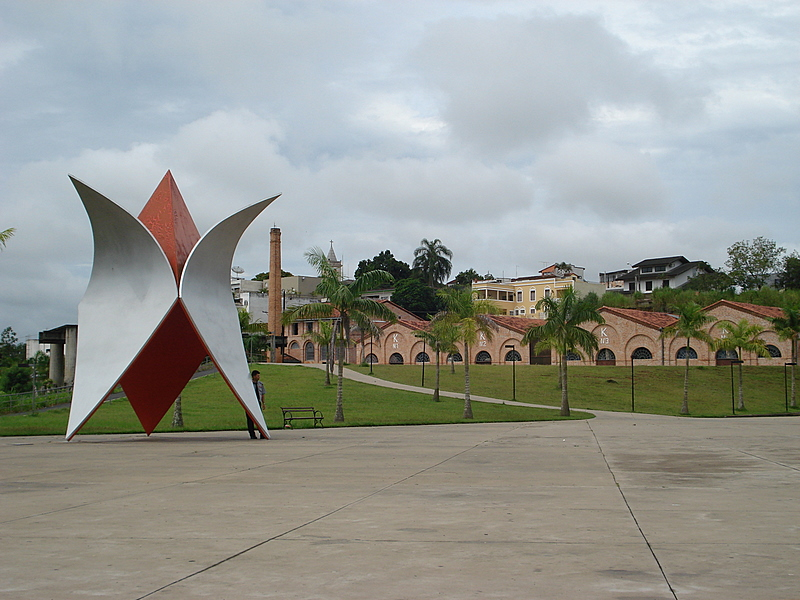
Escultura Guaracuí de Tomie Ohtake com o prédio da KKKK ao fundo.

Como forma de remediar os vazios demográficos da região, tentou-se a mesma política já utilizada em outras regiões paulistas: o incentivo à criação de colônias de imigrantes. Consequentemente, em oito de março de 1912, o Governo do Estado de São Paulo selou contrato de doação de 50 mil hectares de terras não cultivadas na região de Iguape (atualmente pertencente ao município de Registro), sem ônus, ao Tōkyō Syndicate (Sindicato de Tóquio). Este, por sua vez, deveria repassá-lo, em um prazo de quatro anos, para cerca de duas mil famílias japonesas dispostas a emigrar para o Brasil. Em 1913, a empresa de colonização Brasil Takushoku Kabushiki Kaisha (Sociedade Colonizadora do Brasil/BTKK) sucedeu o Sindicato Tóquio neste contrato de assentamento. Após fundar a Colônia Iguape, em 1919 a BTKK foi incorporada na Kaigai Kogyo Kabushiki Kaisha (Companhia Ultramarina de Empreendimentos S.A./KKKK).
Filial da Companhia Imperial Japonesa de Imigração, a KKKK atuou de 1912 a 1937 na gestão e na infraestrutura das colônias de japoneses em diversos países. A companhia também foi responsável pelo estabelecimento de mais de 450 famílias na colônia de Registro, onde foi autorizada a funcionar a partir de 1918. Segundo algumas fontes, a empresa estabeleceu um modelo de financiamento para os colonos, os quais tinham direito a 300 ienes por pessoa. Contudo, assim como com outras empresas de imigração que atuavam em outras regiões do Brasil, endividamentos subsequentes dos colonos – os quais necessitavam de alimentos, roupas, ferramentas e toda estrutura básica para seu estabelecimento adequado nas terras – ocorriam com frequência.

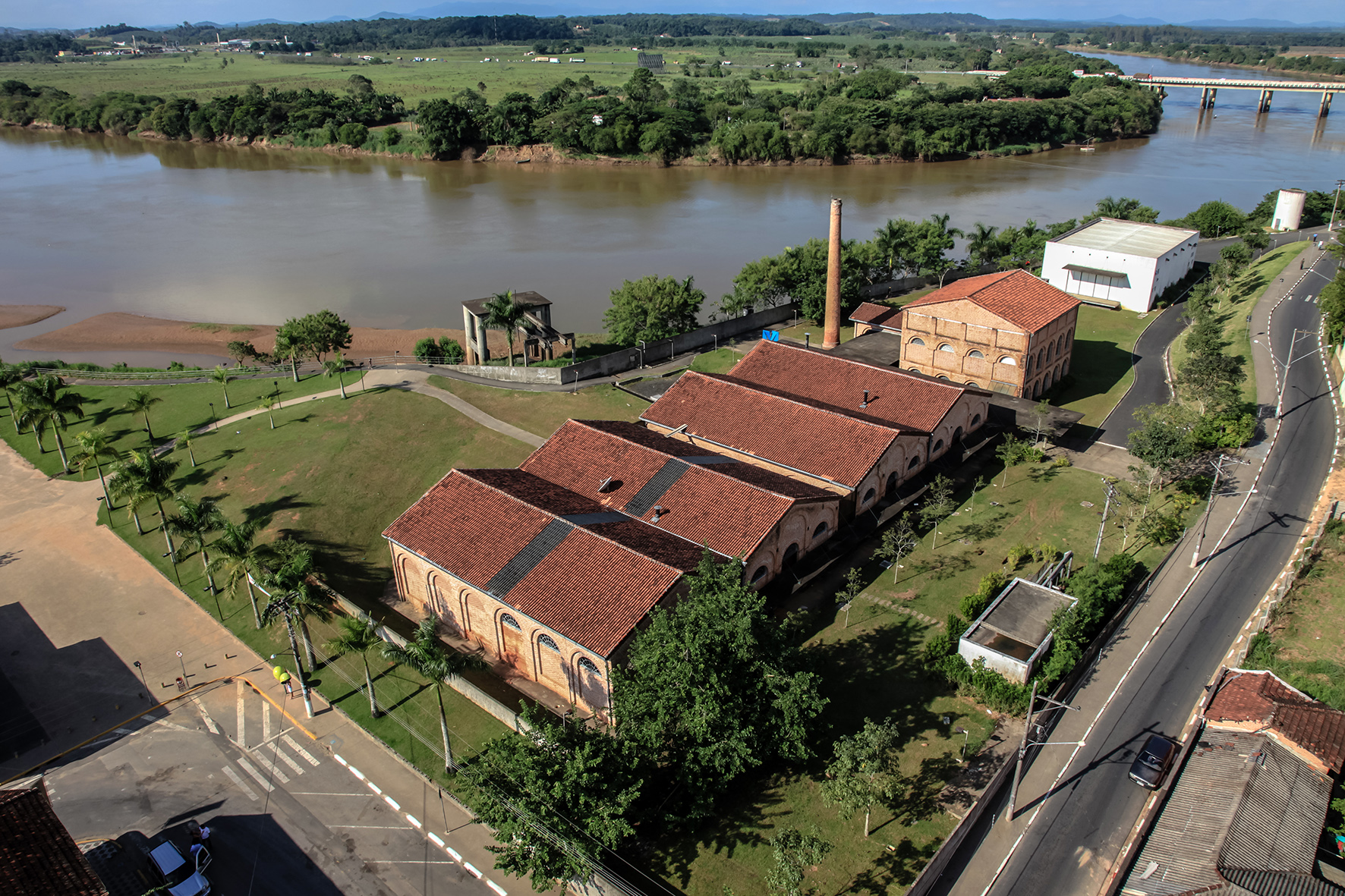
Sede da KKKK, às margens do Rio Ribeira de Iguape.

A KKKK tinha como sede em Registro o conjunto atualmente conhecido como Casarão do Porto, sendo este composto por quatro galpões de armazenamento e um edifício com instalações de engenho de beneficiamento de arroz e equipamento de calderaria. Com a suspensão das atividades da KKKK na região em 1938, o conjunto passou por diversas adaptações, servindo para fins sociais e culturais do município até os dias de hoje.
Dos três núcleos coloniais iniciais (Katsura, Sete Barras e Registro), o maior e mais bem sucedido economicamente foi justamente o que daria origem ao município de Registro. O primeiro ingresso de colonos japoneses em Registro ocorreu em 1917, consistindo em quatro famílias pioneiras. As primeiras 30 famílias chegaram ao povoado da Colônia Iguape em novembro de 1913. Em 1917, o número de famílias japonesas já chegava a 1.060, totalizando 5.121 pessoas na Colônia, a maioria em Registro. Como forma de facilitar o estabelecimento adequado das famílias, tanto a KKKK quanto os novos proprietários das terras abriam e conservavam estradas de terra, até então precárias e em pouco número no povoado.
Em um primeiro momento, havia o interesse no estabelecimento de uma produção cafeeira, até então inexistente no Vale do Ribeira. Contudo, o clima extremamente úmido da região, bem como a inexperiência dos imigrantes japoneses com esse tipo de cultivar, fez com que essa primeira empreitada fosse mal-sucedida. Por outro lado, a opção pela rizicultura – outrora tão importante economicamente para a região – se mostrou acertada, fazendo do povoado de Registro o maior produtor de arroz do Estado de São Paulo. A localidade possuía instalações de armazenamento e beneficiamento do cereal, produzido por cultura irrigada. Além do arroz, os imigrantes japoneses também estão relacionados com o cultivo do chá e do junco.
Segundo consta, a cultura do chá preto (Thea sinensis L.) prosperou nos solos da baixada do rio Ribeira de Iguape devido à sua acidez. Em 1919, por sua vez, o imigrante Torazo Okamoto chegou a Registro, sendo atribuída a ele a introdução de sementes de chá chinês (Thea assamica Mast) na região, visando o consumidor japonês de chá verde. Em 1934, também com o objetivo de produzir chá preto para o consumidor brasileiro, Torazo trouxe do Ceilão (atual Sri Lanka) algumas sementes de chá-da-índia da variedade Assam. As mudas conseguidas por Torazo acabaram por se tornar as matrizes do chá ainda produzido em Registro, ainda que o declínio do preço desse produto tenha culminado na drástica diminuição do seu cultivo a partir da década de 1950.
Da mesma forma, é atribuído ao imigrante Shigeru Yoshimura a introdução de algumas mudas de Juncus deeipens Nakai de Okayama (região de Chugoku, na ilha de Honshu, no Japão) em 1931. Três anos depois trouxe o tear apropriado para a confecção de esteiras. A produção resultou na instalação da primeira e única fábrica da América Latina que confecciona o tatame artesanal (tipo de colchonete utilizado na prática de artes marciais), ocorrida em 1955.
Paralelamente, em 1915, de forma a facilitar o contato entre o Porto de Santos e os principais núcleos habitacionais do Litoral Sul Paulista e do Vale do Ribeira, foi inaugurada a Linha Santos-Juquiá. Com cerca de 243 quilômetros de extensão, essa linha ferroviária possibilitou a exportação da produção agrícola da região, agora consideravelmente maior graças aos esforços da colônia japonesa. Ainda assim, a extensão do citado ramal ferroviário até Registro só ocorreria na década de 1980, apesar das reivindicações de moradores e produtores rurais regionais.
Assim como em outros momentos da história de Registro e região, a década de 1950 viu o surgimento de um novo ciclo produtivo agrícola, logo se tornando o principal cultivar regional: a banana. Nas palavras de Vicente Unzer de Almeida, autor de um estudo sobre a produção agrícola de Registro em 1957: “Até mesmo nas encostas de morros e nos grotões o capuava derrubou as matas, queimou-as e fabricou carvão e, em seu lugar, erguem-se extensos bananais. Calcula-se aproximadamente em 160 milhões de cachos a produção em todo o Vale do Ribeira e Linha Santos-Juquiá”. De acordo com o mesmo, nessa época a banana era responsável pela maior parte da renda gerada em Registro, sendo também o principal cultivar em termos de área plantada.
Uma das consequências do sucesso econômico da colônia foi o crescimento populacional da vila de Registro, sendo transformado em distrito do município de Iguape em 17 de setembro de 1934, através do Decreto n.° 6.665. Finalmente, em 30 de novembro de 1944, é assinado o Decreto-Lei Estadual n.° 14.334, sendo criado o município de Registro. Formado até então pelos distritos de Registro e Sete Barras, o município contava com 19.664 habitantes em 1950, embora algumas fontes já apontassem para um ligeiro êxodo populacional (principalmente colonos japoneses e seus descendentes) em direção à Capital logo após o fim da Segunda Guerra. Ainda assim, o predomínio demográfico e econômico japonês em Registro se manteve durante essa década, chegando estes a deter cerca de 60% das propriedades rurais e a maioria dos estabelecimentos comerciais.

## Geografia

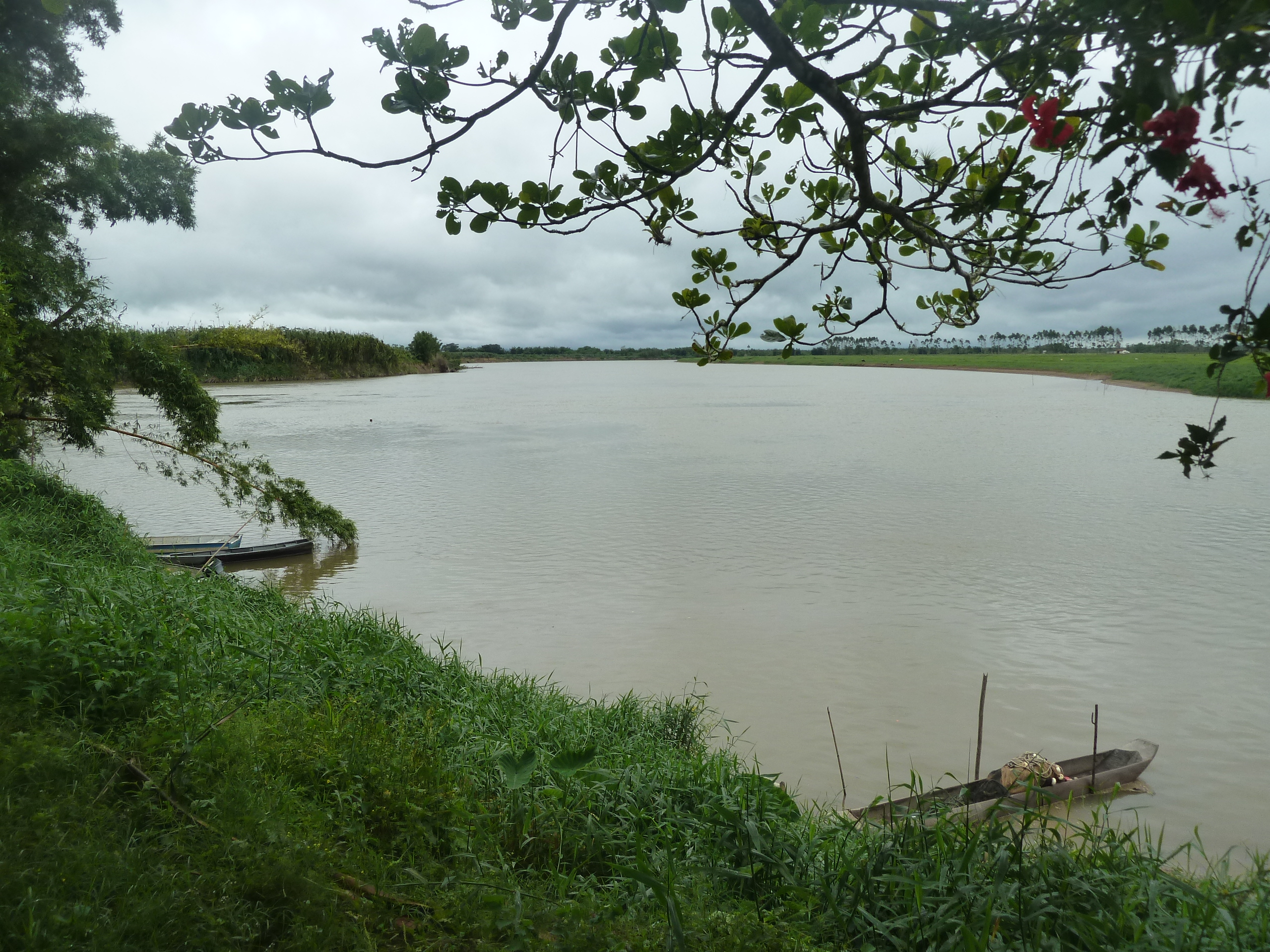
Trecho do Rio Ribeira de Iguape em Registro.

A cidade localiza-se na região intermediária de Sorocaba e região imediata de Registro. Quanto ao relevo, é caracterizada pela província costeira e, quanto à vegetação, pelas florestas úmidas de encosta. A área do município é de 724,11 km². Seus limites estão ao Norte por Juquiá, ao Sul por Jacupiranga e Pariquera-Açu, a Leste por Iguape e a Oeste por Eldorado e Sete Barras.
Situada no Médio Ribeira, na Bacia Hidrográfica do Rio Ribeira de Iguape, apresenta rios de menor extensão, como o Carapiranga, o Guaviruva, o Capinzal e o São Francisco. O Rio Ribeira de Iguape, último grande rio do Estado de São Paulo que ainda corre livremente da nascente até a foz, serviu para escoar o ouro explorado no Alto Ribeira, o arroz produzido em Registro, além de transportar produtos agrícolas e outras mercadorias em vapores de roda. O município não abriga nenhuma Unidade de Conservação mas constitui uma área da zona de transição da Reserva da Biosfera da Mata Atlântica.

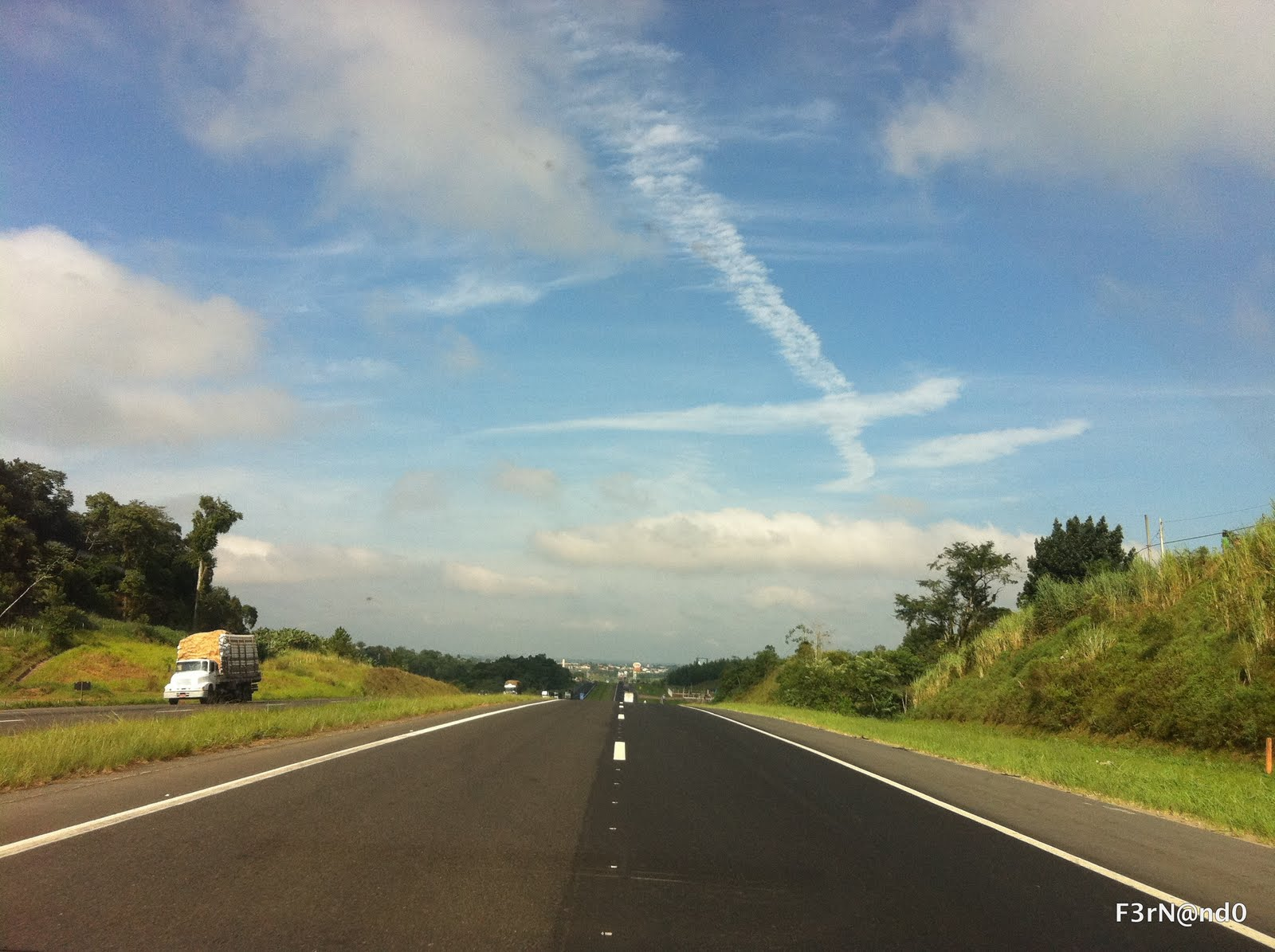
Rodovia Régis Bittencourt e a cidade de Registro à frente.

Registro está situada a 187 km de São Paulo (SP), 221 km de Curitiba (PR), 170 km de Sorocaba, 182 km de Santos e a 260 km de Campinas, sendo que o acesso às capitais paulista e paranaense se realiza por meio da Rodovia Régis Bittencourt. Outra rodovia que liga o município a outras cidades é a SP-139 (Registro/São Miguel Arcanjo/SP-127/Itapetininga). A posição geográfica mostra-se, pois, bastante privilegiada (rota para as regiões Sul/Sudeste do Brasil e para o Mercosul).
Em 1981, com a construção de novas estações ferroviárias, como a de Registro, o ramal Santos-Juquiá foi prolongado pela Ferrovia Paulista Sociedade Anônima (Fepasa) até Cajati, basicamente para atender as mineradoras do vale do Ribeira e as fábricas de fertilizantes da região. A linha seguiu ativa para trens de carga que passavam quase diariamente, transportando enxofre do porto de Santos para Cajati, até o início de 2003, quando barreiras caíram sobre a linha na região do Ribeira. O transporte foi suspenso e a concessionária Ferrovia Bandeirantes Sociedade Anônima (Ferroban) desativou a linha, que foi coberta por matagal. O prolongamento do ramal Juquiá-Cajati não atendia a passageiros.

### Clima
O clima do município pode ser classificado como Subtropical Úmido, isto é, sem estação seca, com as quatro estações do ano caracterizadas, com invernos brandos e verões quentes e úmidos. Esse tipo de clima é comum na faixa litorânea e na região sudoeste do estado de São Paulo.
Devido à baixa altitude, relevo plano, muita densidade da Mata Atlântica e a maritimidade, pela proximidade do Oceano Atlântico, as temperaturas tendem a ser mais elevadas em relação a outras localidades na mesma latitude. Nos meses quentes, mesmo em dias nublados, o forte mormaço eleva a temperatura da região, ocasionando  um certo desconforto, já no inverno é muito comum a formação de nevoeiros ao amanhecer, o que aumenta a sensação de frio. Na classificação climática de Köppen-Geiger, o município apresenta clima classificado como Cfa.
Segundo dados do Centro Integrado de Informações Agrometeorológicas (CIIAGRO/SP), desde novembro de 1994 até fevereiro de 2021 a menor temperatura registrada em Registro foi de 1 °C em 14 de junho de 2016 e a maior atingiu 43 °C em 3 de outubro de 2020. O maior acumulado de chuva em 24 horas foi de 158,7 milímetros (mm) em 26 de janeiro de 2004.
| Dados climatológicos para Registro | Dados climatológicos para Registro | Dados climatológicos para Registro | Dados climatológicos para Registro | Dados climatológicos para Registro | Dados climatológicos para Registro | Dados climatológicos para Registro | Dados climatológicos para Registro | Dados climatológicos para Registro | Dados climatológicos para Registro | Dados climatológicos para Registro | Dados climatológicos para Registro | Dados climatológicos para Registro | Dados climatológicos para Registro |
| Mês | Jan                                | Fev                                | Mar                                | Abr                                | Mai                                | Jun                                | Jul                                | Ago                                | Set                                | Out                                | Nov                                | Dez                                | Ano                                |
| --- | ---------------------------------- | ---------------------------------- | ---------------------------------- | ---------------------------------- | ---------------------------------- | ---------------------------------- | ---------------------------------- | ---------------------------------- | ---------------------------------- | ---------------------------------- | ---------------------------------- | ---------------------------------- | ---------------------------------- |
| Temperatura máxima recorde (°C) | 40,6                               | 40,7                               | 39                                 | 37,6                               | 34,9                               | 33,3                               | 34,4                               | 37,3                               | 40,5                               | 43                                 | 40,4                               | 41,1                               | 43                                 |
| Temperatura máxima média (°C) | 30,9                               | 31,3                               | 29,8                               | 28,3                               | 24,9                               | 23,3                               | 22,9                               | 23,8                               | 24,6                               | 26                                 | 27,7                               | 30                                 | 27                                 |
| Temperatura média (°C) | 26,4                               | 26,6                               | 25,4                               | 23,8                               | 20,7                               | 19,1                               | 18,5                               | 19,2                               | 20,4                               | 22                                 | 23,4                               | 25,4                               | 22,6                               |
| Temperatura mínima média (°C) | 21,8                               | 21,9                               | 21,1                               | 19,4                               | 16,4                               | 14,9                               | 14,1                               | 14,6                               | 16,2                               | 18                                 | 19,1                               | 20,8                               | 18,2                               |
| Temperatura mínima recorde (°C) | 15,4                               | 16,6                               | 14                                 | 10                                 | 5                                  | 1                                  | 2,6                                | 6                                  | 4,6                                | 9,4                                | 10                                 | 13,2                               | 1                                  |
| Precipitação (mm) | 270,6                              | 224,6                              | 167,6                              | 79,8                               | 83,4                               | 79,6                               | 82,8                               | 57,7                               | 104,3                              | 121,5                              | 127,5                              | 167                                | 1 566,4                            |
| Fonte: CIIAGRO/SP – Centro Integrado de Informações Agrometeorológicas (climatologia: 1994-2020; recordes de temperatura: 01/11/1994 a 21/02/2021) |                                    |                                    |                                    |                                    |                                    |                                    |                                    |                                    |                                    |                                    |                                    |                                    |                                    |

## Demografia

### Dados demográficos
Sua população estimada pelo IBGE em 2019 foi de 56 322 habitantes, com uma densidade demográfica de 75,11 habitantes por quilômetro quadrado. Segundo o censo de 2010, 26.656 habitantes (49,1%) eram homens, e 27.605 habitantes (50,9%) eram mulheres. Ainda segundo o mesmo censo, 88,8% da população era urbana (48.169 habitantes viviam na zona urbana e 6.092 na zona rural).
- População total: 54.261 habitantes
- População com menos de 15 anos: 9.009 (16,6%)
- População com sessenta anos e mais: 6.545 (12,1%)
- Densidade demográfica: 75,11 habitantes por km²
- Mortalidade infantil até cinco anos de idade: 10,0 por mil nascimentos
- Mães Adolescentes (com menos de 18 anos): 8,71%
- Taxa de Natalidade: 16,53 por mil habitantes
- Taxa de analfabetismo da População de 15 anos e Mais: 5,58%
- Índice de Desenvolvimento Humano (IDH-M): 0,754
  - IDH-M Renda: 0,718
  - IDH-M Longevidade: 0,851
  - IDH-M Educação: 0,702

Fonte: Seade/ IBGE. 2010

### Religião
O cristianismo se faz presente na cidade da seguinte forma:

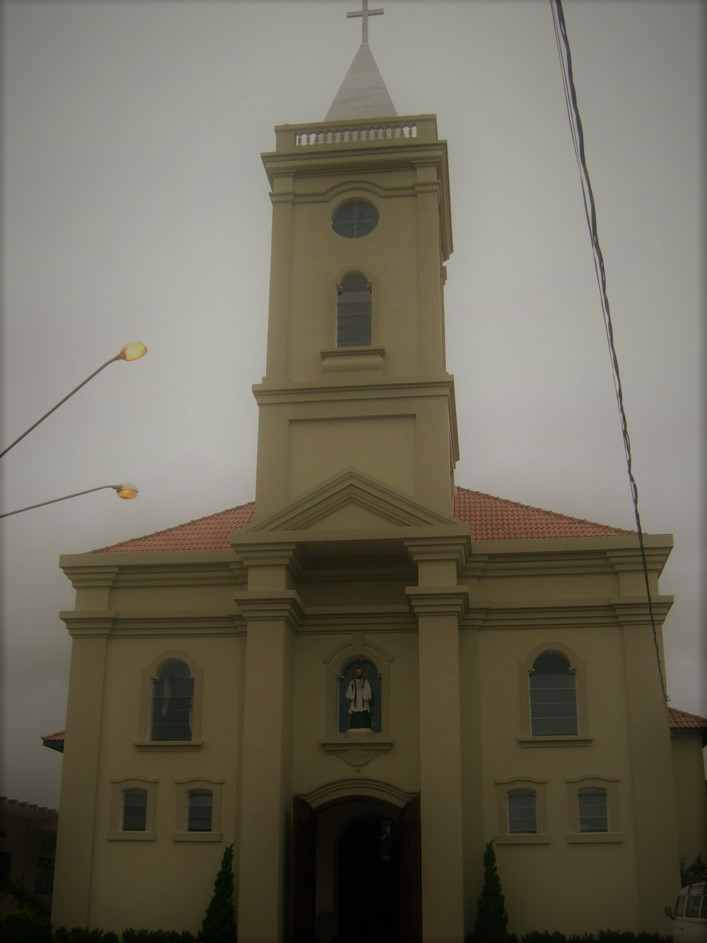
Catedral de Registro.

A Igreja Católica na cidade é representada pela Diocese de Registro. Em 31 de agosto de 1926 foi lançada a pedra fundamental da Igreja, com a benção de Dom José Maria Pereira de Lara. Há no centro da fachada simétrica, duas pilastras retas que emolduram a imagem de São Francisco Xavier. O santo, cofundador da Companhia de Jesus, foi um dos mais importantes missionários católicos, cujo epíteto é “Apóstolo do Oriente”, por ter pregado no oriente e morrido na China. A construção da Igreja foi uma obra dos colonizadores japoneses que teve início em 1928 e inaugurada em 11 de maio de 1933. Apesar dos imigrantes japoneses, em sua maioria, não serem cristãos, contribuíram maciçamente com recursos materiais e trabalho na construção do espaço religioso, em respeito à devoção local; mais tarde, muitos se converteram ao catolicismo.
Entre as igrejas protestantes históricas, pentecostais e neopentecostais, encontram-se na cidade:
- Igreja Episcopal Anglicana do Brasil.
- Assembleia de Deus Ministério do Belém.[56][57]
- Congregação Cristã no Brasil.[58]

## Política e administração

### Lista de ex-prefeitos
Desde a emancipação do município, foram nomeados prefeitos entre 1944 e 1948: Mário Pacheco Campos, Josino Silveira, Benjamin Giani e José Dias de Araújo. Por sua vez, a partir de 1948 foram eleitos os seguintes prefeitos:
- 1948-1952 Sizenando de Carvalho;
- 1952-1956 Jonas Banks Leite;
- 1956-1960 Wild José de Souza;
- 1960-1964 Jonas Banks Leite;
- 1964-1969 José de Carvalho;
- 1969-1973 Jonas Banks Leite;
- 1973-1977 José Mendes;
- 1977-1983 José de Carvalho;
- 1983-1989 Elza Orsini de Carvalho;
- 1989-1993 Waldir Ferreira Moraes;
- 1993-1997 José Mendes;
- 1997-2000 Samuel Moreira da Silva Júnior;
- 2001-2004 Samuel Moreira da Silva Júnior;
- 2005-2008 Clóvis Vieira Mendes;
- 2009-2012 Sandra Kennedy Viana;
- 2013-2016 Gilson Wagner Fantin;
- 2017-2020 Gilson Wagner Fantin;[59]

### Relações Internacionais
Cidade-irmã:
- Nakatsugawa, Japão (1980)

Desde 1980 Registro e Nakatsugawa, cidade localizada na província de Gifu, na ilha de Honshu, região central do Japão mantêm um convênio tanto no setor governamental quanto através da organização Rotary Club. O convênio é traduzido em intercâmbio, assistência e visitas diplomáticas dos governantes das duas cidades.

## Economia
Segundo dados do Instituto Brasileiro de Geografia e Estatística (IBGE), em 2011 seu Produto Interno Bruto (PIB) foi de R$ 1.086.204.000,00, sendo que a maior contribuição provém do setor de Serviços (73%), seguido de Administração Pública (12%), Indústria (8%) e Agropecuária (7%).
Fonte: Fundação Seade. 2012
Participação dos Empregos Ocupados de cada setor no Total de Empregos Ocupados (%):
- Serviços: 43,6
- Comércio Atacadista e Varejista e Comércio e Reparação de Veículos Automotores e Motocicletas: 28,4
- Agricultura, Pecuária, Produção Florestal, Pesca e Aquicultura:  9,5
- Indústria: 13,0
- Construção: 5,5

Fonte: Ministério do Trabalho e Emprego (MTE). Relação Anual de Informações Sociais (Rais). 2011
Participação nas Exportações do Estado: 0,011960%
Fonte: Dados Preliminares Fundação Seade. Ministério do Desenvolvimento, Indústria e Comércio Exterior. 2012
Participação no PIB do Estado: 0,0007%
Fonte: Fundação Seade. IBGE. 2010
O Polo Regional de Registro é responsável por mais de 50% da produção de banana no Estado de São Paulo (sendo esta a unidade da federação que mais produz tal fruto).
Registro é pioneiro na plantação de chá em toda a América Latina. A cultura do chá-da-índia (Camellia sinensis) (L.) Kuntze - no Brasil concentra-se na região do vale do Ribeira, principalmente nos municípios de Registro e Pariquera-Açu. Os principais países importadores do chá preto de Registro são Reino Unido, Alemanha, Holanda, Estados Unidos e Chile. Como 90% da produção de chá preto é exportada, a remuneração do dólar também afeta diretamente o preço pago pelo produto e os consequentes rendimentos das fábricas. Os preços recebidos pelo produto brasileiro no mercado internacional, para onde se destina a maior parte da produção, mostraram-se crescentes, de 1996 a 1998 (período em que a moeda brasileira esteve valorizada) e decrescentes de 1999 a 2002 (período de desvalorização do real). A instabilidade das condições climáticas e as chuvas irregulares também estimularam muitos produtores a reduzir ou até mesmo a extinguir a produção.

## Infraestrutura

### Bancos
As redes bancárias com agências situadas no município de Registro são: Banco do Brasil, Caixa, Bradesco, Itaú, Santander e Sicredi.

### Saúde

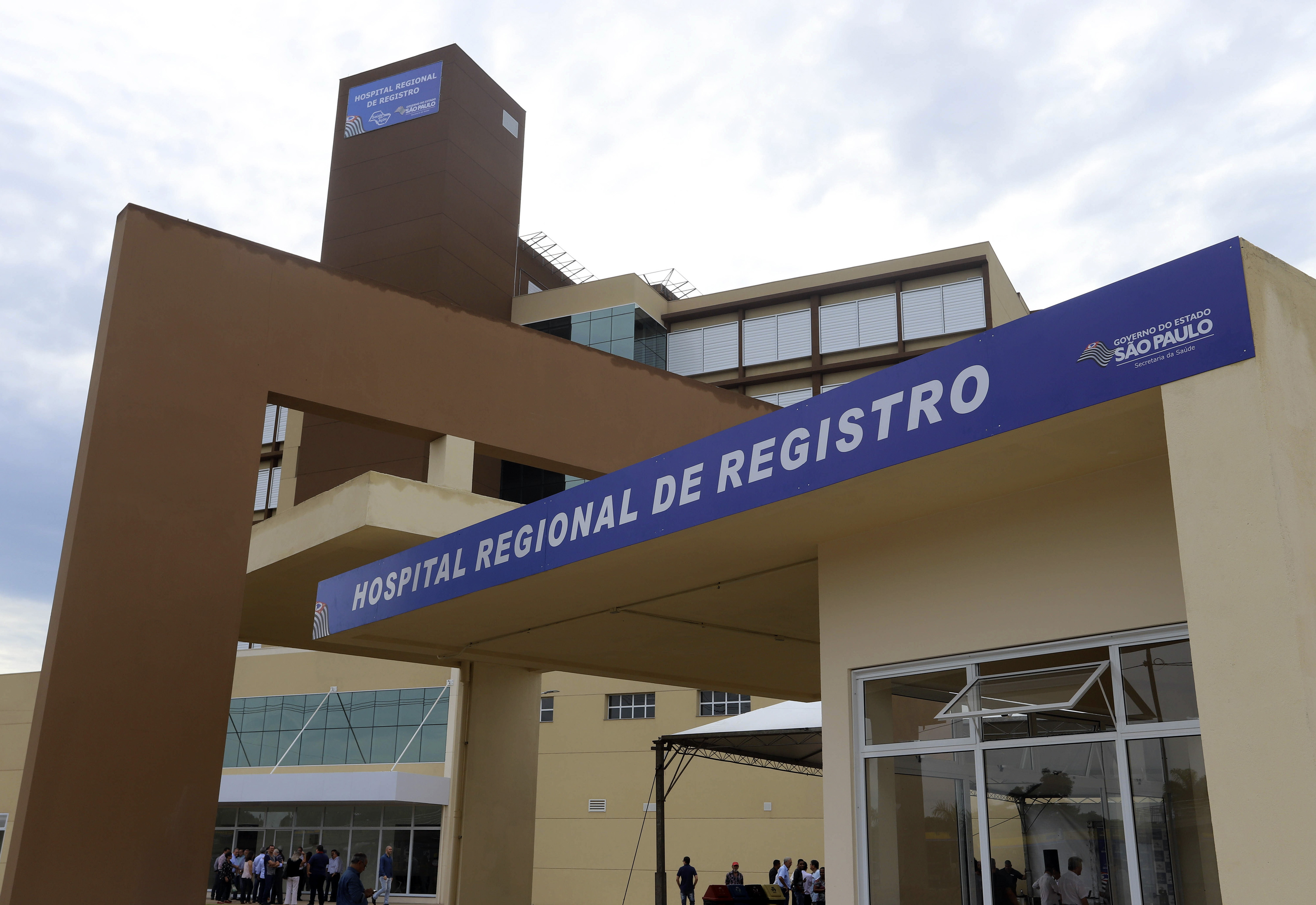
Hospital Regional de Registro.

Os principais hospitais são o Hospital Pronto Socorro e Maternidade São José S A (particular) e o Hospital São João (mantida pela Apamir, com auxílio da Prefeitura), além de diversos Postos de Saúde localizados nos bairros.[carece de fontes?]

### Educação
O município conta com treze escolas públicas da rede estadual vinculadas à Diretoria de Ensino da Região de Registro para o ensino fundamental e médio: CEEJA Ricardo José Poci Mendes, EE Dona Irene Machado de Lima, EE Dr. Fabio Barreto, EE Hiroshi Sakano, EE Jose Pacheco Lomba, EE Koki Kitajima, EE Professor Antonio Fernandes, EE. Professor Joaquim Goulart, EE Professor Pascoal Grecco, EE Professor Ruy Prado de Mendonça Filho, EE Professora Aurora Coelho, EE Professora Massako Osawa Hirabayashi e EE Vereador Alay José Correa. Também oferecem ensino na cidade os colégios particulares, tais como o Adventista, Andersen, Lantagi,Valribeira e o Colégio IESEP.[carece de fontes?]

#### Ensino técnico
Registro abriga uma unidade da Escola Técnica Estadual Centro Paula Souza (ETEC) e o Instituto Federal de São Paulo (IFSP, antigo CEFET-SP). Instituições particulares também oferecem ensino técnico, como o INSSEP e o ITEC.[carece de fontes?]

#### Ensino superior
Em Registro estão instalados um câmpus da Universidade Estadual Paulista Júlio de Mesquita Filho (Unesp), um pólo educacional de ensino superior à distância da Universidade de Santo Amaro (Unisa), Universidade Anhembi Morumbi,  Universidade Paulista (UNIP), Instituto Federal de Ciência e Tecnologia de São Paulo (IFSP) e o Centro Universitário do Vale do Ribeira (UNISEPE).[carece de fontes?]

### Comunicações
O sistema de telefones automáticos foi inaugurado na cidade pela Companhia de Telecomunicações do Estado de São Paulo (COTESP) em 1971. Já o sistema de discagem direta à distância (DDD) foi implantado em 1978 pela Telecomunicações de São Paulo (TELESP) com o código de área (0138), sendo inaugurada para isso a nova central telefônica da cidade, utilizada até os dias atuais.
Na década de 90 o código DDD da cidade foi alterado para (013), para padronização do sistema telefônico com a telefonia celular que estava sendo implantada em todo o estado.

### Transportes
As empresas que prestam serviços de transporte no Terminal Rodoviário de Registro são: ValleSul Serviços, Intersul Transportes e Turismo, Expresso Princesa dos Campos S/A, Viação São João e Viação Vale do Ribeira Transporte e Turismo Ltda.
Reinaugurado em janeiro de 2013, o Aeroporto Estadual de Registro possui terminal de passageiros de 120 m² e estacionamento para 40 veículos. Serve de apoio a voos de ligação no eixo São Paulo-Curitiba e de atendimento a demandas de emergências médicas e de negócios, com foco para aviões de pequeno e médio porte.
Registro também possuiu serviços ferroviários para transportes de cargas, pois se encontra localizada às margens da Extensão Juquiá-Cajati da antiga Fepasa. Mesmo após sua concessão nos anos 90, a ferrovia permaneceu ativa até 2003 para trens cargueiros, sem nunca ter operado serviços de passageiros. Após sua devolução à União, as autoridades locais pretendem reativá-la para fins turísticos.

## Cultura e lazer

### Patrimônio Cultural

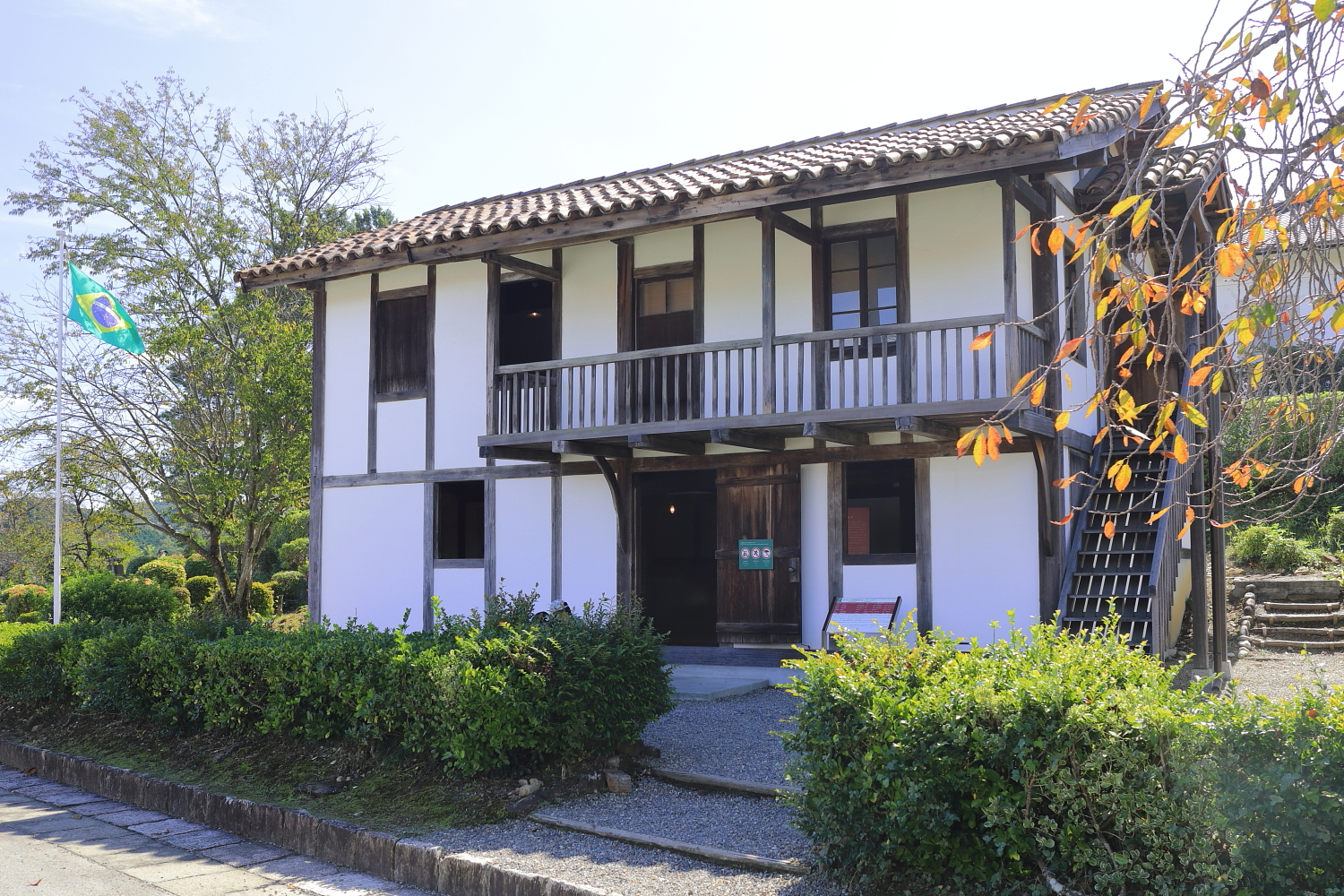
Residência de imigrantes japoneses.

Embora poucos edifícios das primeiras décadas de colonização japonesa ainda existam, sua importância histórica faz com que sejam considerados um patrimônio inestimável de Registro e do próprio Brasil. Segundo a bibliografia sobre o tema, a arquitetura desenvolvida pelo imigrante japonês em Registro é caracterizada pela junção das técnicas construtivas caboclas regionais e da arquitetura rural japonesa. Os materiais utilizados, a escolha do local para a construção, a observação atenta ao clima do Vale do Ribeira proporcionou o surgimento de edificações únicas no Brasil e no mundo. Além disso, em vários pontos da cidade de Registro estão instaladas esculturas do artista plástico Yutaka Toyota, confeccionadas com material das antigas fábricas de chá e do engenho de arroz, testemunhos de um período histórico significativo de Registro e de todo o Vale do Ribeira. Atualmente, são consideradas patrimônio histórico brasileiro as seguintes edificações localizadas no município de Registro:
- Residência Fukasawa, construída em 1937 com técnica construtiva de pau-a-pique, sendo utilizados bambus e argamassa com palha de arroz. Tombada como patrimônio histórico nacional pelo IPHAN em março de 2013[69];
- Residência Sr. Gozo Okiyama, construída em data não definida e composta por duas edificações, seguindo as plantas tradicionais japonesas chamadas genkey. Tombada como patrimônio histórico nacional pelo IPHAN em março de 2013[70];
- Residência Hokugawa, construída em data não definida e implantada sobre um pequeno curso de água. Tombada como patrimônio histórico nacional pelo IPHAN em março de 2013[71];
- Residência Sra. Susu Okiyama, construída entre 1925 e 1930, também edificada conforme as plantas tradicionais genkey. Tombada como patrimônio histórico nacional pelo IPHAN em março de 2013[72];

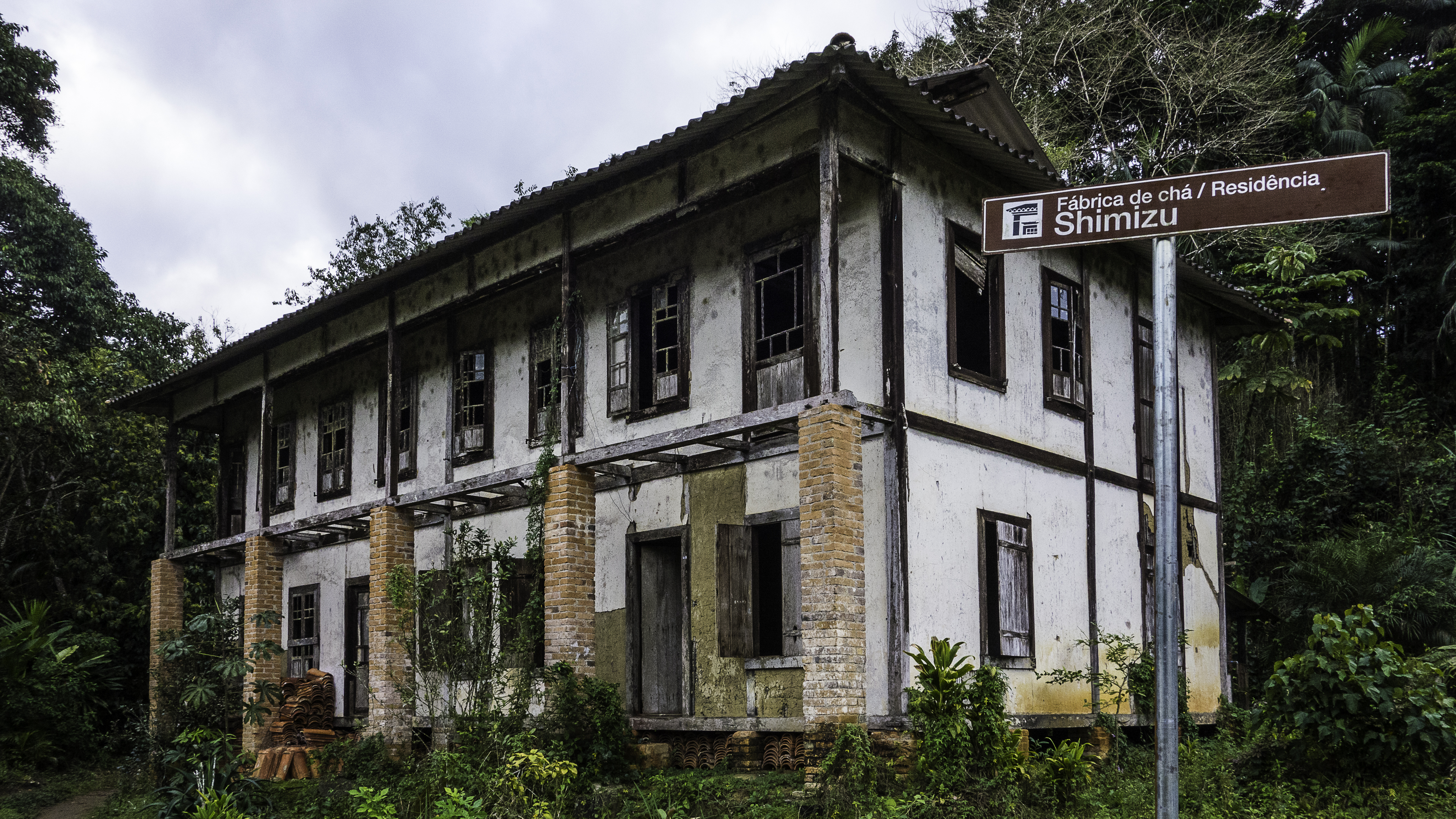
Fábrica de Chá e Residência Shimizu.

- Residência Shimizu, construída na década de 1930, servia tanto de habitação quanto de fábrica de chá. Tombada como patrimônio histórico nacional pelo IPHAN em março de 2013[73];
- Primeiras mudas de chá variedade Assam – Fábrica Chá Ribeira, matrizes do chá preto cultivado na região, até hoje protegidas e preservadas em um canteiro cercado no interior da fazenda. Tombada como patrimônio histórico nacional pelo IPHAN em março de 2013[74];
- Fábrica de chá Amaya, complexo industrial ainda em atividade. Tombada como patrimônio histórico nacional pelo IPHAN em março de 2013[75];
- Residência Amaya, construída em 1930 em terreno contíguo à Fábrica da família. Suas paredes brancas e janelas azul-claro se destacam em meio às plantações de chá. Tombada como patrimônio histórico nacional pelo IPHAN em março de 2013[76];
- Fábrica de chá Kawagiri, também abrigava a residência familiar, já demolida. A Fábrica foi construída com estrutura modular de madeira e vedações em taipa. Tombada como patrimônio histórico nacional pelo IPHAN em março de 2013[77];
- Igreja de São Francisco Xavier, construída entre as décadas de 1920 e 1930, a igreja leva o nome de um dos mais famoso missionários católicos no Oriente. Tombada como patrimônio histórico nacional pelo IPHAN em março de 2013[78];
- Igreja Episcopal Anglicana do Brasil, inaugurada em 1929, apresenta características arquitetônicas japonesas. Tombada como patrimônio histórico nacional pelo IPHAN em março de 2013[79];

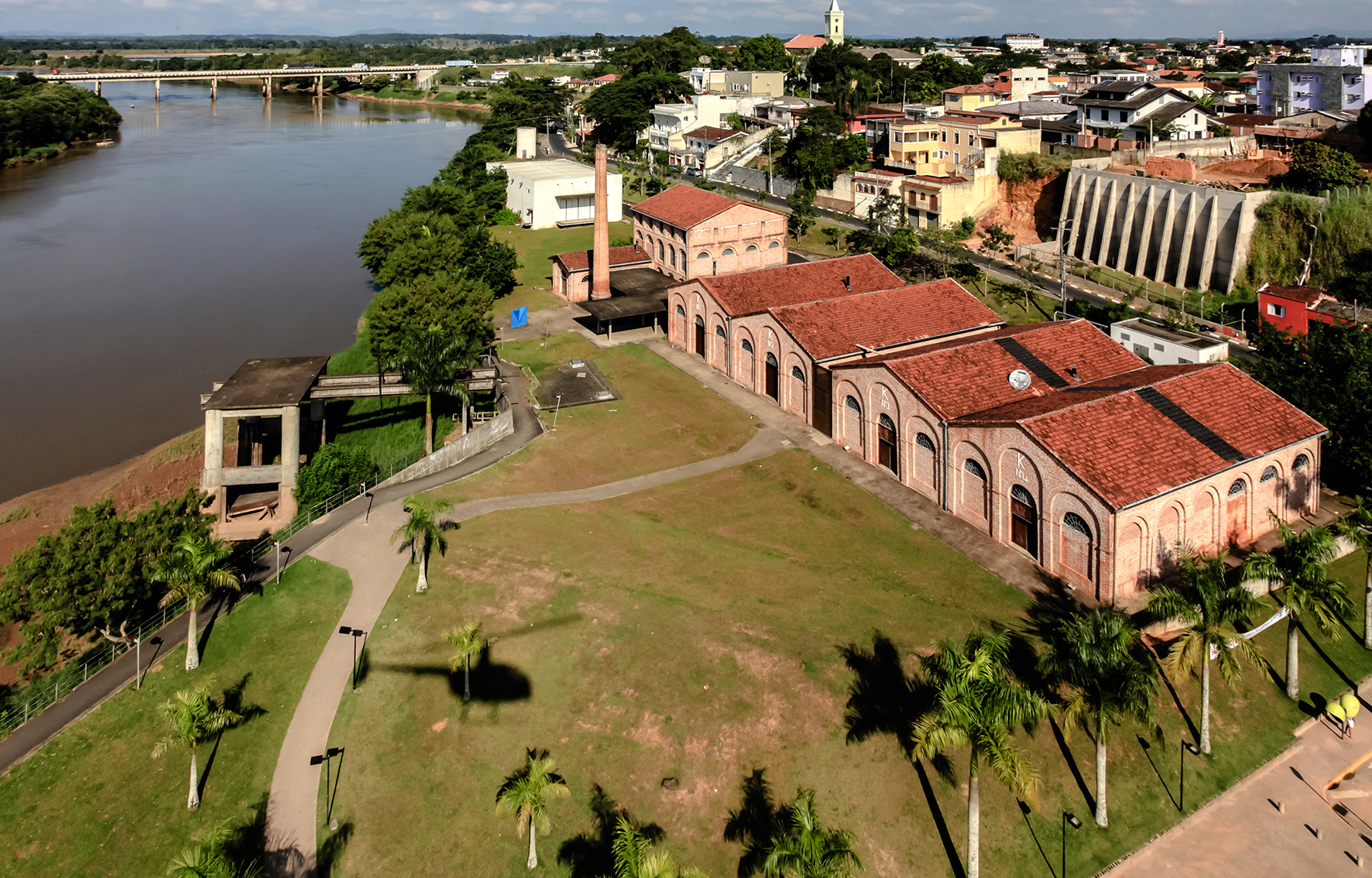
Vista da sede da KKKK.

- Sede da KKKK (também conhecido como Centro de Educação e Cultura KKKK), construída entre 1920 e 1922, os galpões foram edificados com tijolos aparentes e arcadas nas elevações principais. Abriga atualmente o Memorial da Imigração Japonesa no Vale do Ribeira e o SESC-Registro. A importância histórica e arquitetônica desse bem também fez com que o Conselho de Defesa do Patrimônio Histórico, Arqueológico, Artístico e Turístico do Estado de São Paulo (Condephaat) tombasse o conjunto em 1987[80]. Tombada como patrimônio histórico nacional pelo IPHAN em março de 2013[81].

### Calendário oficial
- 30 de novembro: emancipação político administrativa do Município de Registro.
- 3 de dezembro: dia do padroeiro da cidade, São Francisco Xavier.

### Eventos

#### Artes cênicas
- Abril Pra Cena, festival de artes cênicas criado e produzido pelo Grupo Caixa Preta de Teatro, com a intenção de divulgar espetáculos para o grande público gratuitamente, desde 2010. Une montagens de diversos grupos teatrais do País, em diferentes gêneros (comédias, dramas, farsas e musicais) e apresentações de dança em um único final de semana de abril.[carece de fontes?]

#### Cultura regional
- Roda de Violeiros Fermino Gonçalves de Freitas, um festival de violeiros no primeiro dia do mês de maio homenageia o dia dos trabalhadores desde 1971.[carece de fontes?]
- Festa Nordestina, tem como atrativos a culinária típica nordestina e a diversidade musical do Nordeste brasileiro. Desde 2005 o Departamento de Cultura, Esportes e Lazer da Prefeitura Municipal de Registro promove esta festa no mês de setembro.[carece de fontes?]

#### Cultura internacional
- Festa do Sushi, realizada pela Associação Cultural Nipo Brasileira de Registro, oferece atrações musicais variadas e comidas típicas japonesas, como os tradicionais sushis e sashimis de atum, salmão, robalo, tainha e manjuba, além da participação de grupos de dança alemã e italiana em dois dias de festa no mês de junho.[carece de fontes?]
- Tōrō nagashi da Paz, a Associação Cultural Nipo-Brasileira de Registro promove desde 2009, no início do mês de agosto o evento que visa lembrar as consequências da 2ª Guerra Mundial para a população japonesa e conscientizar os jovens sobre a cultura de paz. Inspirado nas celebrações em homenagem às vítimas das bombas atômicas lançadas pelos Estados Unidos sobre as cidades japonesas de Hiroshima (em 6 de agosto de 1945) e Nagasaki (em 9 de agosto de 1945). Tourou significa lanterna de papel; nagashi, levar-se pelo vento.[carece de fontes?]
- Bon Odori, a Igreja Budista e a Associação Cultural Nipo-Brasileira de Registro (Bunkyo) realizam o "festival em homenagem aos falecidos" em agosto na Praça Beira Rio com muita música típica japonesa, danças e comidas orientais. O costume do período de finados no Japão (de julho a setembro) é se tocarem músicas alegres celebrando a vida em comunidade e a continuidade da vida, sem olhar para trás, para que os espíritos, que foram reencaminhados ao seu mundo através do bon-odori, não acompanhem os vivos para sempre.[carece de fontes?]
- Tōrō nagashi, realizado no dia 2 de novembro, em homenagem aos mortos vítimas do Rio Ribeira de Iguape. É um culto ecumênico com pequenos barquinhos iluminados por velas coloridas, feitos artesanalmente e soltos no rio. Ao soltarem os barquinhos, os participantes da cerimônia iluminam o caminho dos espíritos e fazem pedidos de paz. Além da celebração religiosa, há sumô, comidas e danças típicas japonesas, que promovem a alegria dos espíritos.[carece de fontes?]

#### Esportivos
- Jogos Escolares da Semana da Pátria (Sempa), desde 1996 o Departamento de Cultura, Esporte e Lazer (Decel) da Prefeitura Municipal de Registro reúne estudantes de todas as escolas do Município para disputar competições de atletismo, basquete, futsal, handebol, voleibol, tênis de mesa, xadrez e damas nos meses de agosto e setembro no Centro Esportivo Governador Mário Covas, no ginásio da Escola Estadual  Dr. Fábio Barreto e no Registro Baseball Club (RBBC).
- Torneio de Judô Toraichiro Suzuki, promovido em outubro pela Associação Registrense de Judô (Arju) e pela 14ª Delegacia da Federação Paulista de Judô, em homenagem a Toraichiro Suzuki, grande incentivador do esporte na cidade, a competição reúne atletas de importantes clubes e associações do esporte.[carece de fontes?]

como principais atrações a representação do nascimento, da morte e da ressurreição de Cristo, com participação de crianças e adolescentes em orquestras e corais de igrejas.

## Turismo
No município há alternativas de passeio rurais, onde se podem praticar cavalgadas e pesca amadora e esportiva. Pode-se visitar a Estação Experimental de Zootecnia de Registro, no Instituto de Zootecnia, onde é desenvolvida a criação de búfalos. Existe, ainda, o projeto para construção de um museu do chá no município. Na zona rural é possível observar a influência dos japoneses na concepção arquitetônica das residências. Entre as opções de passeio e recreação estão o bosque municipal e as praças públicas:
- o Bosque Municipal Torazo Okamoto é um local arborizado com trilhas e palco para apresentações artísticas. É cortado pelo Rio Carapiranga.
- a Praça dos Expedicionários possui chafariz, área coberta e lanchonete. Apresenta espaço para realização de eventos e feiras e para prestação de serviços à população. Sediava a Rodoviária Municipal e foi reformada no final da década de 1990. Em 2008 recebeu uma escultura do artista plástico Yutaka Toyota.
- a arquitetura japonesa da Praça Cidade de Nakatsugawa remete à cidade-irmã e foi construída no ano da celebração do convênio entre as duas cidades (1980) e passou por reformas por ocasião das comemorações do Centenário da Imigração Japonesa em 2008.
- o "Parque Prefeito José de Carvalho", a popular "Praça Beira Rio", situada às margens do Rio Ribeira, tem como opções de lazer: ciclovia, pista de skate, área de recreação infantil. Há ainda o Monumento às Vítimas do Rio Ribeira de Iguape, local de celebração do culto religioso que antecede o Tōrō nagashi.

Na Praça Beira Rio, no local onde se encontrava uma árvore guaracuí - Andira anthelmia (Vell.) J.F. Macbr., um dos símbolos do município - foi instalada uma obra também denominada Guaracuí (uma flor estilizada de 7m de altura, em aço) que a artista plástica Tomie Ohtake doou em 2002 ao município em homenagem aos imigrantes japoneses.
Ainda na Praça, há o já citado Centro de Educação e Cultura KKKK, conhecido também como antigo Casarão do Porto. Após o tombamento estadual enquanto patrimônio histórico, ocorrido em 1987, a Prefeitura de Registro desapropriou o conjunto arquitetônico e o declarou como de utilidade pública, pelo decreto nº174 de 1990, repassando-o em 1996 à Secretaria da Educação para um projeto em conjunto. Em 1999 iniciou-se a restauração do conjunto por uma empresa especializada, mantendo características originais. O Centro de Educação e Cultura abriga atualmente:
- o Anfiteatro, local de realização de eventos públicos e espetáculos teatrais;
- o Memorial da Imigração Japonesa Vale do Ribeira, cuja exposição de utensílios agrícolas, roupas, esculturas, documentos, livros, mapas e fotografias conta a história e os costumes dos primeiros imigrantes japoneses. Foi fundado em janeiro de 2002;
- o Polo de Capacitação de Educadores, planejado para abrigar cursos de capacitação profissional e Oficinas;
- o Projeto Guri, desenvolvido desde 1995 pela Secretaria de Estado da Cultura de São Paulo para "desenvolver as habilidades e potencialidades de crianças e adolescentes de áreas culturalmente carentes através da música, reconhecendo esta arte como agente de fortalecimento na construção da cidadania" formando "corais infantis, conjuntos de violões e outros agrupamentos instrumentais";

Os admiradores da arquitetura oriental podem visitar o Templo Budista Honpa Hongwanji (Templo do Juramento Universal de Amida, o Buda da Terra Pura do Oeste), construído em 1967, e o Bunkyo, sede da Associação Cultural Nipo-Brasileira de Registro, situado na Praça da Integração Brasil-Japão. Nessa praça foi instalada uma das esculturas comemorativa do centenário da imigração japonesa no Brasil do artista plástico Yutaka Toyota. "Portal do Sol" é inspirada nas antigas máquinas de beneficiamento de arroz e de chá utilizando as peças originais, que modelam e simbolizam as benfeitorias que os japoneses e seus descendentes teriam proporcionado para a região.
Os praticantes de esportes costumam conhecer o Centro Esportivo Governador Mário Covas, um conjunto formado por pista de atletismo, campo de futebol e ginásio poliesportivo com capacidade para cinco mil pessoas. Sedia eventos esportivos regionais, estaduais e a Exposição de Orquídeas. Outro espaço conhecido é o Estádio Municipal Brigadeiro do Ar Alberto Bertelli, campo de futebol que sedia competições municipais e regionais. O nome é uma homenagem a um dos maiores aviadores acrobatas civis do Brasil. Alberto Bertelli recebeu vários prêmios como piloto do interior e em competições de acrobacia e de corridas aéreas, caça aos balonetes e lançamentos de mensagens. Residiu em Registro por quase três décadas.
Entre as principais igrejas católicas estão a Matriz de São Francisco Xavier, inaugurada em 11 de maio de 1933 (São Francisco Xavier foi um missionário espanhol que relizou missões na Ásia, é Patrono dos missionários e padroeiro da cidade de Registro e da Diocese de Registro) e a de Nossa Senhora de Fátima. O município pertence à Diocese de Registro, área que corresponde a uma subdivisão territorial de 13.400 km² de área no Estado de São Paulo.